# Стася Милославська
Анастасія Петрівна Милославська, більш відома як Стася Милославська (нар. 4 травня 1995, Москва) — російська актриса кіно і театру.

## Біографія
Народилася 4 травня 1995 року в Москві. 
Її батько — музикант і композитор, художній керівник ансамблю; мати працювала моделлю, співала в мюзиклах, була перекладачем з іспанської.
У 2013-2017 роках навчалася в Школі-студії МХАТ у Є. А. Писарєва. Після закінчення навчального закладу прийнята в Театр ім. Пушкіна.
Дебютувала у кіно в 2016 році, виконавши роль у фільмі «Коробка». У 2019 році знялася у фільмі Б. Акопова «Бик», за роль в якому була номінована на премію «Золотий орел».
Зустрічається з актором Олександром Петровим.

## Фільмографія
| Рік  |    | Назва                   | Роль                      |    |
| ---- | -- | ----------------------- | ------------------------- | -- |
| 2015 | ф  | Коробка                 | Настя                     | ру |
| 2016 | с  | Червоні браслети        | Крістіна (Дівча)          | ру |
| 2016 | ф  | # Все_ісправіть!?!      | Маша                      | ру |
| 2016 | кф | Гардеробниця            |                           | ру |
| 2015 | с  | Будинок порцеляни       | Катя Корольова            | ру |
| 2017 | ф  | Близько                 | Даша                      | ру |
| 2017 | кф | Толстая                 | Катя                      | ру |
| 2017 | с  | Привид Опера            | Ніка                      | ру |
| 2017 | ф  | Підвал                  | Лєнка                     | ру |
| 2018 | ф  | Щастя! Здоров'я!        |                           | ру |
| 2018 | с  | Кінна поліція           | Настя                     | ру |
| 2018 | с  | Звичайна жінка          | Лєна, подруга Каті        | ру |
| 2018 | с  | 90-ті. Весело і голосно | Женя Шемякіна, вокалістка | ру |
| 2019 | ф  | Бик                     | Таня                      | ру |
| 2019 | с  | Колл-центр              | Оля                       | ру |
| 2019 | кф | Уляна                   |                           | ру |
| 2020 | с  | Happy End               |                           | ру |
| 2020 | ф  | На вістрі               | Кіра                      | ру |
| 2020 | ф  | Один вдих               | Аня                       | ру |
| 2020 | ф  | Стрільців               | Алла                      | ру |
| 2020 | ф  | Вогонь                  |                           | ру |
| 2020 | ф  | Шаман                   |                           | ру |